# Station Tocqueville-Gouberville
Station Tocqueville-Gouberville is een spoorwegstation in de Franse gemeente Tocqueville. Het station, dat inmiddels gesloten is, ligt halverwege tussen de plaatsen Tocqueville en het naburige Gouberville in de gemeente Vicq-sur-Mer.  